# Руденя, Владислава Сергеевна
Владислава Сергеевна Руде́ня (бел. Уладзіслава Сяргееўна Рудзеня; до 2021 — Просо́лова; род. 12 февраля 1999, Новополоцк, Витебская область, Беларусь) — белорусская волейболистка, центральная блокирующая. Мастер спорта Республики Беларусь. 

## Биография
Волейболом начала заниматься в новополоцкой ДЮСШ у тренера Е.В.Смулько. Свой первый профессиональный контракт заключила в 2016 году с ВК «Минск» и на протяжении двух сезонов выступала за «Минчанку»-2. Одновременно играла и за основную команду клуба, с которой четырежды становилась чемпионкой Беларуси, трижды — обладательницей Кубка страны, а в 2018 стала серебряным призёром Кубка Европейской конфедерации волейбола. За «Минчанку» играла на позиции нападающей-доигровщицы, а после перехода в 2021 году в могилёвский «Коммунальник» сменила амплуа и стала центральной блокирующей.
В 2023 году перешла в «Муром» из Владимирской области, выступавший в высшей лиге «А» чемпионата России, а в 2024 заключила контракт с челябинским «Динамо-Метаром». В 2025 перешла в череповецкую «Северянку».
В 2015—2016 годах Владислава Просолова выступала за юниорскую и молодёжную сборные Беларуси. В 2016 приняла участие в молодёжном чемпионате Европы.

## Игровая карьера
- 2016—2018 —  «Минчанка»-2 (Минск);
- 2017—2021 —  «Минчанка» (Минск);
- 2021—2023 —  «Коммунальник» (Могилёв);
- 2023—2024 —  «Муром» (Владимирская область);
- 2024—2025 —  «Динамо-Метар» (Челябинск);
- с 2025 —  «Северянка» (Череповец).

## Достижения
- 4-кратная чемпионка Беларуси — 2017, 2018, 2020, 2021.
- 3-кратный победитель розыгрышей Кубка Беларуси — 2018, 2019, 2020.
- двукратный обладатель Суперкубка Беларуси — 2017, 2018.
- серебряный призёр розыгрыша Кубка Европейской конфедерации волейбола 2018.